# روبرت روذرفورد
روبرت روذرفورد (4 أكتوبر 1886 في نيوزيلندا - 17 أغسطس 1960) (بالإنجليزية: Robert Rutherford)‏ هو لاعب كريكت نيوزلندي.

## وصلات خارجية
- روبرت روذرفورد على موقع إي آس بي آن كريك إنفو (الإنجليزية)